# Mestosoma hoffmani
Mestosoma hoffmani är en mångfotingart som först beskrevs av Kraus 1956.  Mestosoma hoffmani ingår i släktet Mestosoma och familjen orangeridubbelfotingar. Inga underarter finns listade i Catalogue of Life.